# Josep Carner i Puig-Oriol
|  | Aquest article tracta sobre Josep Carner, "el príncep dels poetes catalans". Per a l'escriptor i polític de la mateixa època, vegeu: Josep Carner i Ribalta |

Josep Carner i Puig-Oriol (Barcelona, el 9 de febrer de 1884 - Brussel·les (Bèlgica), el 4 de juny de 1970), fou un poeta, periodista, autor de teatre i traductor català. És també conegut com el príncep dels poetes catalans i el màxim representant de la poesia del Noucentisme. A més de signar les obres amb el seu nom, va utilitzar nombrosos pseudònims, fins a quaranta-nou, especialment en articles i textos per a publicacions i com a traductor; els més destacats serien: Bellafila, Calíban, Joan d'Albaflor, Joan Sitjar, Virgilius, Plautus, Two, Pere de Maldar.

## Biografia
Josep Carles Borromeu Carner i Puig-Oriol va néixer al número 8 del carrer Aribau de Barcelona, fill de Sebastià Carner i Tort, de Capellades, i de Mariana Puig-Oriol i Oliver, de Barcelona. Va ser un escriptor inusualment precoç. Als dotze anys ja enviava, sempre sota pseudònim, escrits dels temes més diversos a la revista L'Aureneta, de la qual es convertiria en un dels col·laboradors habituals. Fill únic d'un matrimoni cultivat de classe mitjana, va cursar els primers estudis al Col·legi de Sant Miquel. A l'escola es va adonar que, malgrat l'interès per les ciències, la seva passió eren les lletres.
El 1897 entrà a la Universitat de Barcelona, on descobrí el catalanisme. Va començar simultàniament dues carreres universitàries. Dos anys després, amb només quinze anys, va guanyar el primer premi literari als Jocs Florals de Barcelona. No seria l'últim: fins al 1905, es va emportar tretze guardons més. El 1902 es va llicenciar en Dret i dos anys després ho va fer en Filosofia i Lletres. Aquell mateix any va publicar el primer recull de versos, Llibre dels poetes. Carner era un jove amb una gran capacitat de treball, ja que al mateix temps dirigia la revista literària Catalunya i va començar a col·laborar amb La Veu de Catalunya com a periodista polític, on hi escrigué fins al 1928.
En aquesta època col·laborà a Montserrat i L'Atlàntida, entre altres revistes. Dirigí de fet Catalunya: Revista Literària Quinzenal (1903-1905), Empori (1907-1908) i Catalunya (1913- 1914). El 1911 fou designat membre de la Secció Filològica de l'Institut d'Estudis Catalans, i col·laborà amb Pompeu Fabra en la fixació i l'enriquiment de la llengua. A més a més, va escriure gran quantitat de textos en vers.
Fins al 1921 es va guanyar la vida escrivint, sempre a un ritme vertiginós. Publicava pràcticament un llibre per any. El 1905 va sortir a les llibreries Primer llibre de sonets i, un any després, Els fruits saborosos. En aquesta obra, Carner va plasmar el nou ideari estètic que promovia el Noucentisme: classicisme, civilitat, ironia i tendresa. Amb Segon llibre de sonets (1907), Carner completava els primers quatre volums de versos. La crítica i els lectors van acollir aquesta obra amb entusiasme i Carner es va convertir en el capdavanter indiscutible de les noves promocions literàries.
Carner era, a principi del segle xx, una figura molt popular a qui es coneixia amb el sobrenom de príncep dels poetes. Amb el temps va guanyar cada vegada més prestigi i la seva prolífica ploma no defallia. Va publicar Verger de les galanies (1911), Les monjoies (1912), La paraula en el vent (1914) i Auques i ventalls (1914), en què va reprendre la tradició satírica i reflectia la Barcelona costumista i política de l'època. Amb aquestes peces, l'escriptor català va arribar a la plenitud tècnica, tonal i temàtica. El poeta barceloní també trobava temps per a tota mena de traduccions (narrativa, drama, assaig i poesia). Entre el 1908 i el 1910, en va publicar set a l'editorial Domènech i entre el 1918 i el 1921, setze a L'Editorial Catalana, que ell mateix dirigia. Les seves versions de grans clàssics anglesos (Dickens, Shakespeare, Mark Twain, o Lewis Carroll, entre altres) o francesos com Molière, són tot un referent en el camp de la traducció. El 1915 es casà a Santiago de Xile amb la xilena Carmen Ossa Vicuña, filla d'una família de propietaris dedicats a la política (Xile-Líban, 1935), amb qui tingué dos fills: Anna Maria i Josep.
Renovador de la poesia, de la llengua i de la prosa, va crear un nou estil de periodisme polític. Amb Prat de la Riba, a la Mancomunitat, va lluitar per la professionalització de la literatura catalana, que considerava adolescent. Des de La Veu, Carner va contribuir a la creació d'un nou estil de periodisme literari i polític. Obres com Les planetes del verdum (1918), Les bonhomies (1925) i Tres estels i un ròssec (1928) en són bons exemples. Després de la mort d'aquest, el 1920 Carner es presentà a Madrid a unes oposicions al cos consular, i al març del 1921, ingressa a la carrera diplomàtica, i marxa de Catalunya cap a Gènova per instal·lar-s'hi amb tota la família com a vicecònsol d'Espanya, on viuria fins a 1924. Va exercir càrrecs a Gènova, San José (1924-1926), le Havre (1927-1932), Hendaia (1932-1934), Beirut (1935-1936), Brussel·les (1936-1937) i París (1937-1938).
Durant la Guerra Civil espanyola va ser un dels pocs diplomàtics que es mantingué fidel a la República i el 1938 va escriure una de les seves obres mestres, Nabí, no publicada en català fins al 1941, a Buenos Aires. A causa d'aquest fet i del manteniment de les seves fermes conviccions catalanistes i democràtiques, el 1939 el seu allunyament de Catalunya esdevingué forçat i no hi va tornar a residir mai més.
Es casà amb la professora i crítica literària belga Émilie Noulet en segones núpcies i emprengué el camí de l'exili, primer a Mèxic (1939 al 1945). A Mèxic va participar activament en la vida cultural del país col·laborant en revistes i editorials i fent tota mena de traduccions. Entre el 1939 i el 1945 va ser professor a la Universidad Nacional i al Colegio de México. Quan va acabar la Segona Guerra Mundial, va tornar a Europa i es va instal·lar a Brussel·les, on va ensenyar llengua i història de la literatura espanyoles a la Universitat Lliure de Brussel·les i al Col·legi d'Europa de Bruges.
Durant el franquisme, Carner va ser víctima de les campanyes de desprestigi d'una crítica que l'acusava de vestir l'intranscendent amb una retòrica banal. L'escriptor va intentar mantenir-se allunyat de la polèmica i va treballar intensament per reescriure versos anteriors. El 1957 l'editorial Selecta, i gràcies en bona part al poeta i amic Marià Manent, va editar el volum Poesia, una compilació de tots els seus llibres publicats fins aleshores i que per circumstàncies diverses s'havien perdut. Amb molta paciència, els va recollir, corregir i augmentar fins a quedar-ne plenament satisfet.
Com a dramaturg, Carner va conrear el teatre amb obres pròpies com Al vapor (1901) i amb adaptacions escèniques com Canigó (1910). Més endavant, el 1928, va escriure la lletra de l'òpera d'Eduard Toldrà El giravolt de maig. Però la seva millor obra en aquest camp va ser Misterio de Quanaxhuata (1943), l'únic llibre que va escriure en castellà en agraïment al poble mexicà. Refet més tard a El Ben Cofat i l'altre (1951), és un poema teatral d'abast filosòfic basat en motius de la mitologia asteca. L'últim llibre que va publicar, Cop de vent (1966), és també un drama.
L'abril del 1970, vell i malalt, Carner va fer una visita fugaç a Barcelona, després de trenta anys de no haver-hi posat els peus i de quasi cinquanta de no residir-hi de manera permanent. El 4 de juny de 1970, pocs dies després de la visita, va morir a Brussel·les. És enterrat al cementiri de Montjuïc. L'arxiu i la biblioteca personal són consultables a la Biblioteca de Catalunya.

## Obra

### Poesia
Si es coneix Josep Carner com el príncep dels poetes és perquè, amb la seva obra poètica, va situar la poesia catalana a l'alçada de la poesia europea del seu temps, emplenant amb la seva saviesa i la seva habilitat els buits a què segles d'abandonament del català com a llengua de cultura l'havien forçada, envigorint les troballes dels seus mestres anteriors (especialment, Jacint Verdaguer, Joan Maragall i els poetes de l'Escola Mallorquina) i aportant-hi la gràcia del seu inconfusible estil. En les seves poesies uneix la tradició literària europea des de la clàssica de Francesco Petrarca fins a la pròpia catalana passant per l'obra dels romàntics anglesos i la poesia didàctica francesa del xviii, una tradició filtrada pel seu talent individual que li permet assolir una gran perfecció lingüística i un estil molt personal que amoroseix amb components de delectada contemplació i distanciada ironia un pensament d'humilitat franciscana i d'inconfessat escepticisme quant a la condició humana.
D'acord amb la relació establerta per Jaume Coll, el corpus dels llibres de poesia de Josep Carner està constituït per: 
- Llibre dels poetes (1904)
- Corones (1904)
- Primer llibre de sonets (1905)
- Els fruits saborosos (1906)
- Segon llibre de sonets (1907)
- La malvestat d'Oriana (1910)
- Verger de les galanies (1911)
- Les monjoies (1912)
- Auques i ventalls(1914)
- La paraula en el vent (1914)
- Bella terra, bella gent (1918)
- L'oreig entre les canyes (1920)
- La inútil ofrena (1924)
- El cor quiet (1925)
- Sons de lira i flabiol (1927)
- Els fruits saborosos (1928)
- El veire encantat (1933)
- Auques i ventalls (1935)
- La primavera al poblet (1935)
- Lluna i llanterna (1935)
- Bella terra, bella gent (1936)
- Nabí (1941)
- Tres diumenges (1946)
- Paliers (1950)
- Llunyania (1952)
- Arbres (1953)

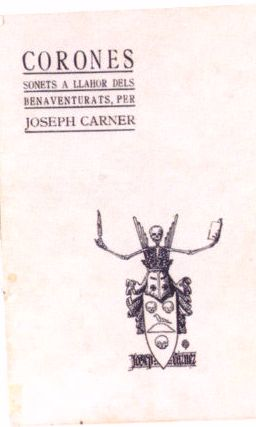
Ex-libris de Corones fet per Rafael Masó

- Obres completes Poesia, 1957)(recull). Dins Poesia hi ha una secció que pot ser considerada un llibre nou: es tracta d'Absència (Premi Lletra d'Or, 1958) i els temes recurrents hi són l'exili i la pàtria.
- Lligam (1961)
- Museu zoològic (1963)
- Bestiari (1964)
- Encís de Provença (1966)
- El tomb de l'any (1966)

#### Poemes presentats als Jocs Florals de Barcelona
- Elevació (1899), accèssit a la Viola d'or i d'argent[8]
- Vora'l foch. (1900), accèssit a la Viola d'or i d'argent[9]
- Llàntia que s'apaga (1901), 2n accèssit a la Copa Artística
- Parelles (1902), premi extraordinari
- Ègloga (1902), accèssit a premi
- Agulles blaves (1902), accèssit a premi
- Retorn (1902), accèssit a premi
- La sacra expectació dels Patriarques (1903), premi de la Viola d'or i d'argent
- A la Mare de Déu del Pi (1903), 2n accèssit a la Viola d'or i d'argent
- Corones (1904), premi de la Viola d'or i d'argent
- La filla del Carmesí (1904), 1r accèssit a la Flor Natural
- Estiueig (1904), accèssit al premi extraordinari de l'Ajuntament de Tarragona
- Llegenda del Montsant (1905), 2n accèssit a la Flor Natural
- L'estranya amor (1910), premi de la Flor Natural[10]
- La casa màgica (1917)[11]
- Poemes de la Nit (El glatit misteriós i Perdut en mon jardí) (1922), premi extraordinari dels Mantenidors - Joya Monserdà[12]
- Musa rústica (1922)[13]
- Passades d'amor (1922)[14]
- La tardana serenada (1926)[15]
- El branc de les vuit fulles (1933), premi de la Flor Natural
- Venus el dia dels morts (1933)[16]
- Represa. Els vots piadosos (1934)[17]

### Teatre
- El Comte l'Arnau. Visió llegendària. (1905). Amb música d'Enric Morera.
- El giravolt de maig (1928)
- El Ben Cofat i l'Altre (1951)
- Cop de vent (1966)

### Prosa
- L'idil·li dels nyanyos (1903)
- Deu rondalles de Jesús infant (1904)
- Les planetes del verdum (1918)
- Les bonhomies (1925)
- Tres estels i un ròssec (1927)

## Etapes de la seva obra poètica

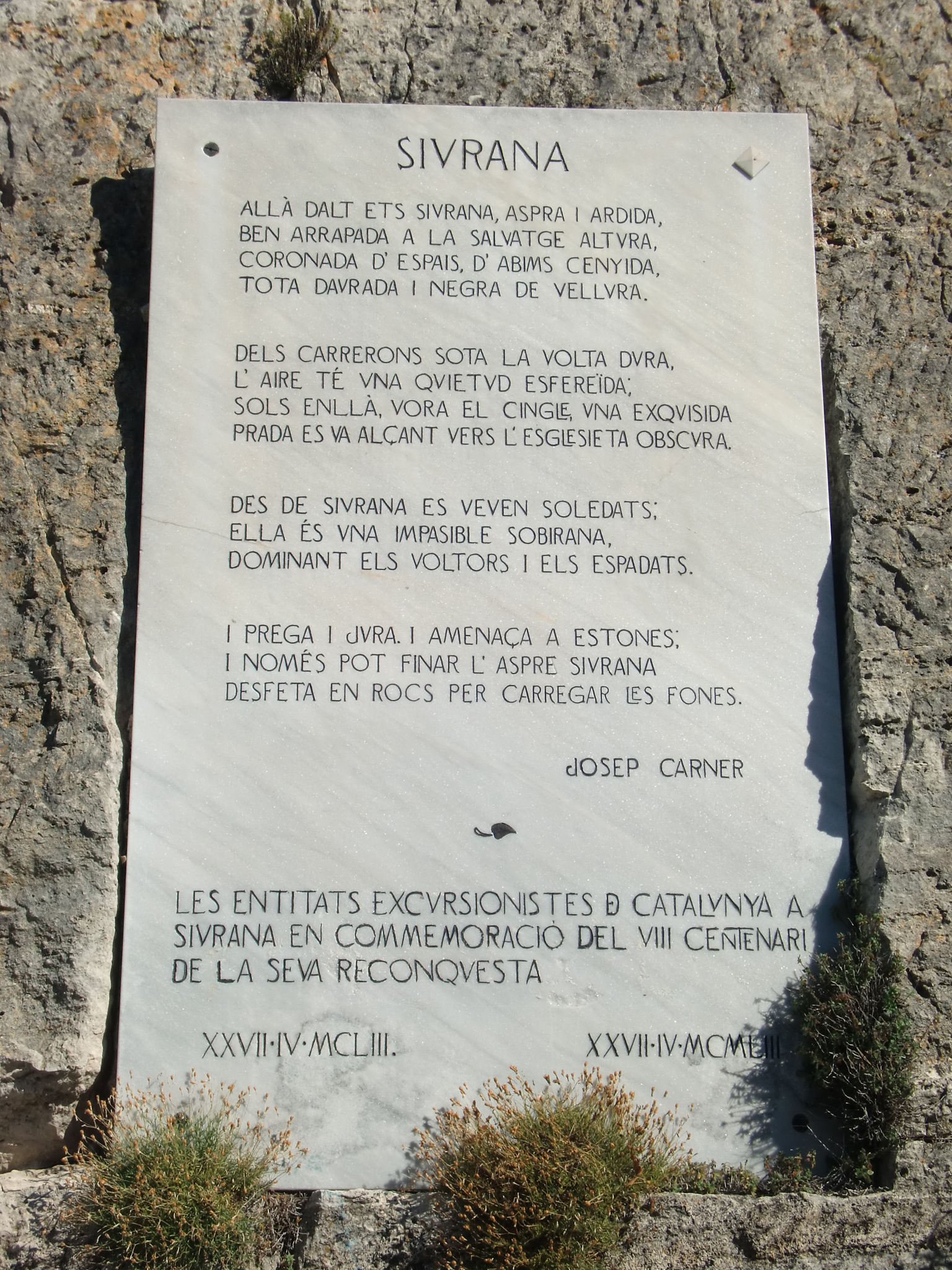
Poema sobre Siurana, en aquest llogaret del Priorat

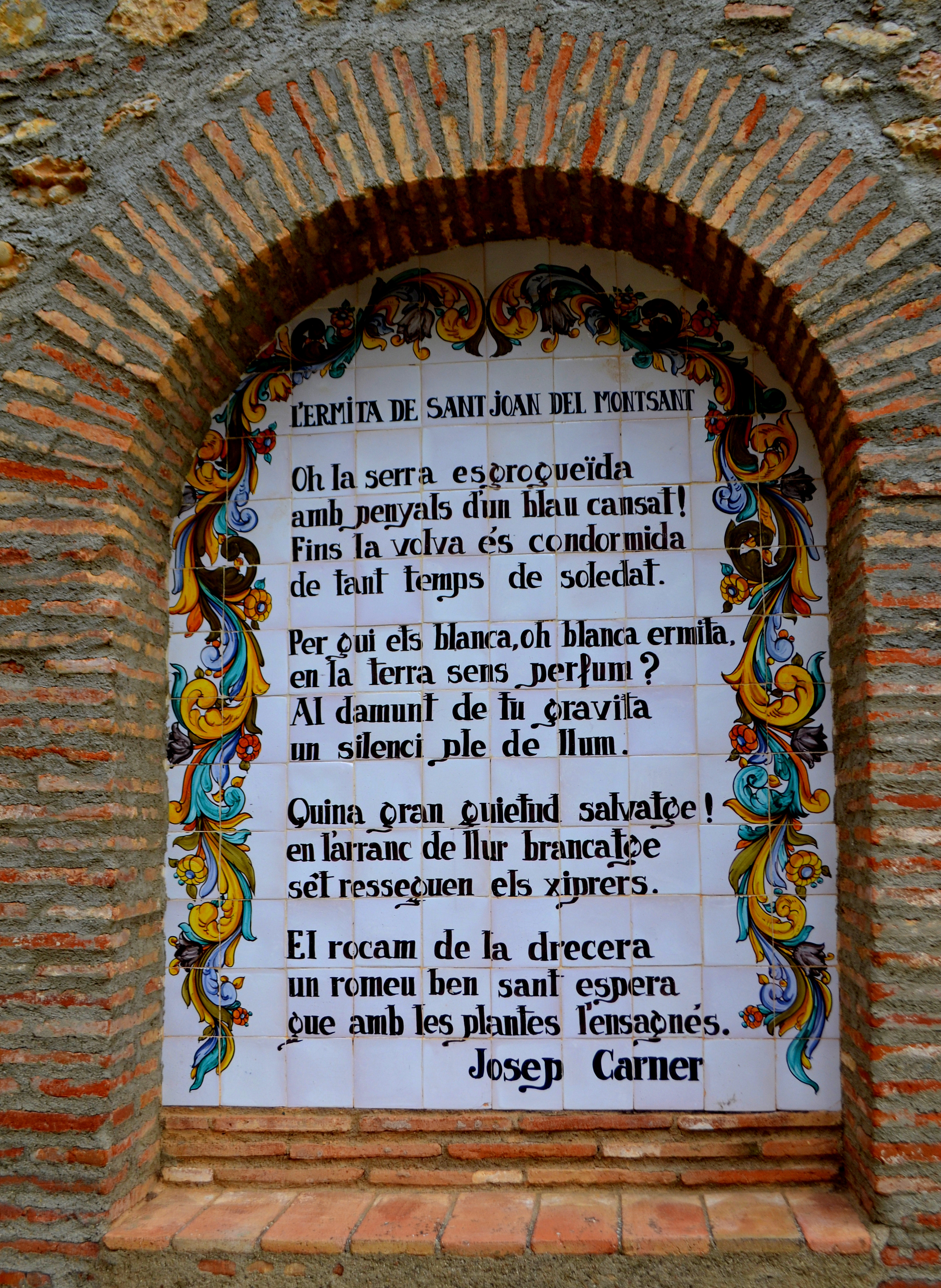
Poema de Carner dedicat a l'ermita de Sant Joan del Codolar

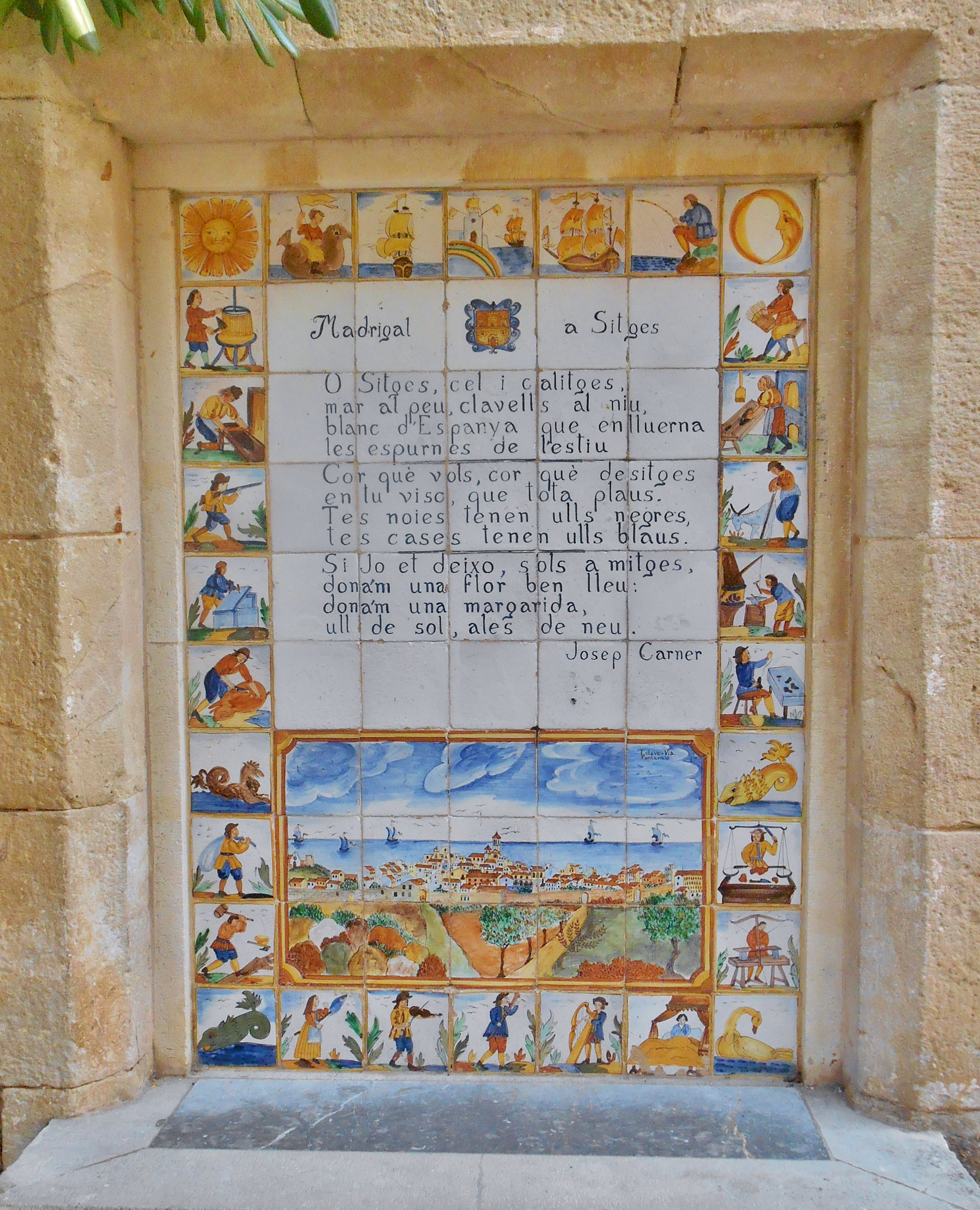
Poema dedicat a la vila de Sitges

### Període de formació
Es tracta d'un període previ en què Carner fa els primers passos com a poeta, que va des dels 12 anys fins al 1904, encara sense una poètica definida, tot i que apunta alguns dels trets que definiran el Noucentisme. En aquesta etapa publica un recull de poemes: Llibre dels poetes.

### Primers anys del Noucentisme (1904-1911)
En aquesta etapa publica: Primer llibre de sonets (1905), Els fruits saborosos (1906), Segon llibre de sonets (1907). Són anys de fixació d'una poètica militant: els poemes que es publiquen fan gala de les característiques del moviment noucentista, que es concretarien en:
- La utilització d'un pretext com a punt de partida extret de la vida quotidiana, que no tindria valor poètic per si mateix, sinó pel procés literari artificiós que en fa el poeta.
- La vida quotidiana que dibuixa s'aparta de la vida real i crea una quotidianitat ideal. Hi ha un procés d'embelliment i depuració que ens porta a la Catalunya ideal que volen els noucentistes.
- El distanciament marca la diferència entre realitat i poesia. El poeta crea un món de ficció en què no té cabuda allò que l'home no pot controlar o entendre. També facilita un tractament objectiu dels temes.
- Ús molt destacat de la ironia, un recurs molt apropiat per al distanciament. La ironia dona valor al poema, treu transcendència al que es diu i ajuda a mostrar al lector que allò és artifici, és mentida (remarcant la separació entre realitat i ficció), alhora que pot ser un element de civilitat, propi de la manera de ser catalana.
- El ciutadanisme: es dona importància a l'urbs com a marc d'acció de la política burgesa. La ciutat és l'espai on l'home aplica el seu control i tot està sotmès a la seva arbitrarietat, mentre es rebutja el ruralisme, vigent durant el modernisme, que prefereix l'espai on s'imposen les forces irracionals de la natura. En canvi, la natura que descriu el Noucentisme és una natura dominada per l'home.
- El classicisme: de l'antiguitat clàssica en valoren especialment els conceptes d'ordre, equilibri i harmonia, cosa que connecta amb el conservadorisme.
- L'arbitrarisme: en l'aspecte estètic es dona importància al treball formal, es busca la perfecció formal basada en les normes. Els noucentistes són contraris a la creació basada en la inspiració i l'espontaneïtat dels modernistes.

En el llibre Els fruits saborosos (1906), cada poema parla d'una fruita, i relaciona els trets d'aquella fruita amb una característica humana del personatge del poema. El llibre conté una reflexió sobre el pas del temps, segons les etapes vitals dels personatges (infantesa s'identifica amb innocència; la maduresa amb serenor, i la vellesa amb resignació). Transmet uns valors morals: previsió, seny, la família, domini de la natura, control de les situacions, la contemplació de les petites coses, saber treure profit de les circumstàncies. Verger de les galanies (1911) és un llibre que està en la línia dels anteriors, però és el primer de poemes amorosos. És un breviari d'amor i cortesia. No és fruit d'una experiència moral aprofundida sinó un joc superficial de simple enamoriscament.

### Evolució del noucentisme (1912-1920)
Les monjoies (1912) suposa un punt d'inflexió en la poesia noucentista: ja no aspira a ser elegant i refinada i prou. L'autor mostra les “fites” del seu itinerari poètic i apareix l'intimisme. Pren importància el protagonisme del jo poètic (que a partir d'ara serà central en l'obra de Carner). Es tracta, però, d'un jo literari creat arbitràriament i integrat en un context on tot és artifici. Perd importància l'humor i guanyen terreny el lirisme, l'emotivitat, el desengany, la melangia, l'individualisme, l'escepticisme.
El 1914 publica dos llibres (coincidint amb la plenitud institucional de la creació de la Mancomunitat): Auques i ventalls i La paraula en el vent. Auques i ventalls és un cant a la ciutat, que permet anar coneixent els canvis de la vida ciutadana al llarg del cicle anual. Però no descriu la ciutat real, sinó la ciutat ideal, distorsionada per un procés idealitzador i pel distanciament de la ironia. La visió de la ciutat comporta un punt de desencís que no era present en la poesia anterior, s'insinua la presència de la tragèdia en la vida quotidiana, capaç de trencar l'harmonia. Quant a La paraula en el vent, es tracta d'una història d'amor resseguida al llarg d'un any, amb un fracàs sentimental al darrere. S'hi observa uns canvis: d'una banda, la maduració de l'autor, i de l'altra, en lloc de l'enamoriscament, el joc i la ironia del període interior, hi trobem el desengany, l'enyor i la tristor. No hi ha virtuosisme o joc formal, però sí intel·lectualització o racionalització del tema de l'amor. En aquest llibre introdueix la influència de la poesia anglesa (to meditatiu i líric) i inicia el camí cap al post simbolisme. El següent llibre d'aquesta etapa, Bella terra, bella gent (1918), presenta, com a Auques i ventalls, un món idealitzat, poemes sobre petits detalls, idealització de la figura femenina, poetitza sobre un instant efímer. La petita tragèdia de la vida quotidiana va guanyant terreny. L'oreig entre les canyes (1920) es caracteritza per un to elegíac però serè, que prové de la sensació de calma i tranquil·litat d'un paisatge humanitzat.

### Aproximació al postsimbolisme durant uns anys d'exili voluntari (1921-1939)
Josep Carner marxa de Catalunya el 1921 per exercir la carrera diplomàtica, que li havia de donar l'estabilitat econòmica que no va trobar com a escriptor a Catalunya. L'allunyament físic de Catalunya durarà ja fins a la mort, primer com a exili voluntari, exercint de cònsol en diferents ciutats del món, i després de la Guerra Civil com a exili forçós. En aquest període Carner connecta amb el postsimbolisme, però manté les seves particularitats. En aquesta etapa la poesia de Carner segueix dos camins: 1) poesia que tendeix a l'abstracció, amb rerefons metafísic, moralització explícita i ús de la imatge per il·lustrar la conceptualització. 2) La poesia parteix de la imatge externa i no de l'abstracció, són poemes de fixació lírica d'una determinada escena, on també hi pot aparèixer la reflexió com a conseqüència d'aquesta mirada al món exterior.
Amb El cor quiet (1925) s'introdueix en el postsimbolisme. Cerca una pura suggestió lírica, entesa des d'un afany de màxima concentració i sintetització de l'emoció. Hi ha una preocupació per la condició humana, existencial, una reflexió moral més complexa i una major aproximació a la realitat. Disminueix la ironia. Però no comparteix alguns trets de la poesia postsimbolista d'altres poetes coetanis, com Carles Riba o Josep M. López-Picó (exponents de la “poesia pura”, poesia farcida de referents culturals). Amb El veire encantat (1933) amb el pretext de la tardor, i La primavera al poblet (1935) amb el pretext de la primavera, el poeta ofereix una visió completa de les impressions d'una mateixa realitat (tardor o primavera), des de la perspectiva d'un jo poètic que es mira el món de forma assenyada i pausada, on el goig és fonedís i les escenes que poetitza són efímeres i evanescents.

### L'aprofundiment de la poètica postsimbolista ens els anys de la postguerra (1939-1957)
Carner s'havia compromès com a diplomàtic amb el govern de la República. Per això el 1939 comença un exili forçós, primer a Mèxic i després a Bèlgica, on va exercir com a professor universitari. D'aquesta època cal destacar Nabí (1941) un llarg poema narratiu que parteix de la història bíblica del profeta Jonàs. Déu li encarrega que vagi a predicar a Nínive, però ell, per por, es desentén de l'encàrrec i marxa en direcció contrària. La tempesta el fa naufragar, una balena l'engolirà i, per designi diví, el durà cap al lloc d'on pretenia fugir. Carner se serveix d'aquest pretext per escriure un poema narratiu en deu cants. És la primera vegada que l'autor utilitza el registre de la poesia narrativa. Darrere la tria del tema hi ha també una projecció personal del poeta en el personatge de Jonàs, amb el dubte i el neguit de les circumstàncies que li toquen de viure. El llibre és una reflexió sobre la condició d'aquest poeta-profeta d'acord amb la tradició que paral·lelament desenvolupa el postsimbolisme, especialment pel que fa a la idea del poeta com a ésser individualitzat i solitari, triat per a una missió, content de ser diferent de la resta dels mortals i de col·locar-se en un pla superior, però també sotmès als problemes que tot això comporta: permanentment entre la ventura i la desventura, entre el goig i el desfici, entre la tranquil·litat i la vida errant de l'exiliat.
Després de Nabí, Carner es dedica a la relectura i revisió de la pròpia obra, fins a la publicació del volum Poesia (1957). Va compaginant la tasca de revisió amb la nova creació, i va publicant reculls que incorporen textos inèdits amb altres de refets i reeditats. Els títols són: Paliers (1950), Llunyania (1952), Arbres (1953) i Absència (1957). Les característiques comunes que comparteixen aquests llibres són: 1) Agudització d'elements relacionats amb l'exili (l'enyorament, el record, l'elegia, el retorn); 2) meditació sobre el pas del temps, ara des de la vellesa; i 3) reaparició del tema patriòtic, encara que no utilitzi mai directament el mot pàtria o Catalunya: Per Carner la veritable Catalunya és la dels exiliats.

### Una coda final (1958-1970)
Des del moment que el volum Poesia (1957) és entès com a punt d'arribada d'una trajectòria, no és estrany que la producció posterior sigui considerada un simple afegit final i que se l'hagi valorat poc, però cal tenir-la present. Tant a Museu zoològic (1963) com a Bestiari (1964) cada poema és dedicat a un animal. Els poemes són un pretext per a la reflexió sobre els comportaments humans. El tomb de l'any (1966) també combina poemes ja publicats amb textos inèdits.

## Patrimoni literari
La tomba de Carner es troba al Cementiri de Montjuïc de Barcelona, on va néixer. És a Barcelona —concretament a la Biblioteca de Catalunya— on es conserva la major part del seu patrimoni. Tot i així, Carner va morir a Brussel·les. De fet, té un monument en forma de bust a la Universitat Catòlica de Brussel·les.
Un dels llocs més rellevants de la carrera de Carner és la Llotja o Consolat de Mar de Barcelona, on va aconseguir el mestratge en gai saber quan, el 1910, va guanyar la Flor Natural amb L'estranya amor.
Carner va escriure sobre molts espais de Catalunya. Un dels llocs amb els quals estigué més relacionat va ser amb Sitges, ja que freqüentava el Cau Ferrat. A Poesia va incloure el poema Madrigal a Sitges:
| « | Oh Sitges, cel i calitges, mar al peu, clavells al niu, blanc d'Espanya que enlluerna les espurnes de l'estiu [...] | » |

Carner també va tenir un fort lligam amb les terres tarragonines. Un bon exemple n'és el poema La torre dels Escipions, inclòs al Llibre de sonets.
| « | Entre un bosquet placèvol de pins, davant la mar un monument s'aixeca de perennal durada, ample, vetust, rompent-se de cop en l'aire clar, i tot quadrat, fa eterna la seua trepitjada. | » |

Altres localitzacions a les quals El príncep dels poetes catalans ha dedicat versos són el Monestir de Montserrat —o elogia a la Mare de Déu—, la cala dels Pilons de Salou (de la qual va escriure tres poesies incloses al Llibre dels sonets), la Fundació Apel·les Fenosa (antic casal renaixentista del Vendrell), La Casa Rusquelles de Viladrau, on havia fet moltes estades, o el Monument a Raquel Meller, del qual va escriure una auca, igual que va fer amb la Sagrada Família:
| « | 1 Tothom n'ha sentides dir d'aquest gran senyor Gaudí 2 que cada hora — no s'hi val! — fa una cosa genial 3 i no deixa viure en pau l'home savi ni el babau. | » |

Al seu torn, moltes localitats han dedicat monuments a Josep Carner. A la plaça de Guillem Macià de Canet de Mar es pot trobar un fragment d'un dels seus romanços. Des de 1976 a la paret de l'església parroquial de Sitges vora la plaça de l'Ajuntament hi ha reproduït el Madrigal a Sitges en rajoles de ceràmica, fet que li ha atorgat una gran popularitat. També conserven un dels seus poemes la Casa-Museu Prat de la Riba i el Museu de la Vida Rural, així com el Castell de Tamariu i l'Ermita de Sant Joan del Codolar de Cornudella de Montsant. La plaça dels Cabrits de Tarragona immortalitza un dels seus sonets, igual que la pedrera romana del Mèdol o la Rambla del Vendrell, la plaça de la Llana de Barcelona o la Font de l'Oreneta, on hi ha immortalitzat el dístic que Carner va escriure en memòria del seu amic Guerau de Liost. També a la ciutat de Vic, en un placa de metall en una façana del carrer de Corretgers, es transcriu un poema de Carner, Davant la imatge d'una vigatana (1914).
Un edifici del campus d'humanitats de la Universitat de Barcelona, corresponent a la Facultat de Filologia, du el nom de Josep Carner. Està situat on hi havia l'edifici on nasqué Carner.